# Hermann Steinkamp
Hermann Steinkamp (* 11. November 1938 in Gelsenkirchen-Buer) ist ein deutscher römisch-katholischer Theologe, Pastoralpsychologe, Pastoralsoziologe, Religionspädagoge, Trainer für Gruppendynamik und Lehr-Supervisor, Hochschullehrer.

## Werdegang
Hermann Steinkamp promovierte 1966 an der Rheinischen Friedrich-Wilhelms-Universität Bonn in Philosophie mit der Arbeit über Der Personalismus in der Sozialphilosophie Jacques Maritains, arbeitete als Dozent an der Akademie für Jugendfragen, und 1972 folgte in Würzburg an der Julius-Maximilians-Universität die zweite Promotion in Theologie bei Wilhelm Dreier mit einer Arbeit über Gruppendynamik und Demokratisierung. Ideologiekritische und sozialethische Studien zur empirischen und angewandten Kleingruppenforschung.
Er war von 1975 bis 2004 Professor für Pastoralsoziologie und Religionspädagogik an der Westfälischen Wilhelms-Universität in Münster. Neben seiner wissenschaftlichen Arbeit in Forschung und Lehre ist Steinkamp auch nach seiner Emeritierung als Trainer der Sektion Gruppendynamik des Deutschen Arbeitskreises für Gruppenpsychotherapie und Gruppendynamik (DAGG) und als Lehrsupervisor der Sektion Gruppe-Organisation-System der Deutschen Gesellschaft für Pastoralpsychologie (DGfP) tätig.
Die innere Verbindung dieser beiden Arbeitsbereiche besteht darin, dass sich der Glaube neu erschließen könne durch persönlich gedeutete Erfahrung («situative Verkündigung») (H. Steinkamp) (vgl. Peter Conatatin Bloth: Artikel Jugend. In: Gerhard Krause, Gerhard Müller (Hg.): Theologische Realenzyklopädie. Aufl. 1988, Band 17, S. 240).

## Schwerpunktthemen seiner Arbeit
- Sozialpastoral – Rezeption im deutschen Sprachraum, Sozialpastoral als neues Paradigma, Diakonische Jugendarbeit, Diakonische Pastoral vor Ort
- Gemeinde – Ort der Diakonie, Gemeinde jenseits der Pfarrei, Gemeinde als Lernort
- Pastoralmacht (M. Foucault) – Bedeutung der Theorems, Leitung in psychiatrischen Anstalten, Wandel pastoraler Rollen
- Beratung in kirchlichen Institutionen – Ehrenamtliche Mitarbeiter(innen) in der Telefonseelsorge, Institutioneller Kontext von Pastoraler Supervision
- Gruppenprozesse verstehen und steuern
- Die Thematik der Compassion

## Werke

### Monographien
- Der Personalismus in der Sozialphilosophie Jacques Maritains. Bonn 1966. (Hochschulschrift Bonn, Philosophische Fakultät, Dissertation vom 25. Mai 1966)
- mit Wilhelm Dreier: Wirkmacht des Sozialen. Mit einem Erfahrungsbericht über die Fortbildung in sozialer Gruppenarbeit. (= Schriftenreihe der Akademie für Jugendfragen, Band 3), Münster und Regensberg 1969.
- Jugend und kirchliche Berufe – soziologisch gesehen. In: Werkheft zur Berufungspastoral. Heft 10/1972, S. 14, 18 und 22.
- Gruppendynamik und Demokratisierung. Ideologiekritische und sozialethische Studien zur empirischen und angewandten Kleingruppenforschung. 2. Auflage, Mainz 1986, ISBN 3-459-00881-4. (zugl. Würzburg, Theologische Fakultät, Dissertation, 1972)
- Jugendarbeit als soziales Lernen. Ziele und Aufgaben kirchlicher Jugendarbeit. Zum Beschluss der Gemeinsamen Synode der Bistümer in der Bundesrepublik Deutschland. München und Mainz 1977, ISBN 3-459-01121-1.
- Diakonie – Kennzeichen der Gemeinde. Entwurf einer praktisch-theologischen Theorie. Freiburg 1985, ISBN 3-7841-0284-0.
- Jugendarbeit als soziales Lernen. Ziele und Aufgaben kirchlicher Jugendarbeit. 2. Auflage, Mainz 1988, ISBN 3-7867-0635-2.
- mit Martin Affolderbach: Kirchliche Jugendarbeit in Grundbegriffen. Stichworte zu einer ökumenischen Bilanz. Düsseldorf 1989, ISBN 3-491-78389-5.
- Sozialpastoral. Freiburg im Breisgau 1991, ISBN 3-7841-0571-8.
- mit Tiemo R. Peters, Thomas Pröpper: Erinnern und Erkennen. Patmos, 1993, ISBN 3-491-77940-5.
- Solidarität und Parteilichkeit. Für eine neue Praxis in Kirche und Gemeinde. Mainz 1994, ISBN 3-7867-1786-9.
- mit Norbert Mette: Sozialwissenschaften und Praktische Theologie. (= Leitfaden Theologie, Band 11), Düsseldorf 1983, ISBN 3-491-77904-9.
- Diakonie im Spannungsfeld zwischen Kirche und Gesellschaft. Festvortrag zum zwanzigjährigen Bestehen der Katholischen Fachhochschule Mainz am 8. November 1992. Hrsg.: Hochschulgesellschaft Forum Sociale Mainz e. V., (= Schriften der Hochschulgesellschaft Forum Sociale Mainz e. V., Heft 3), Mainz 1993.
- Die sanfte Macht der Hirten. Die Bedeutung Michel Foucaults für die Praktische Theologie. Mainz 1999, ISBN 3-7867-2172-6.
- Seelsorge als Anstiftung zur Selbstsorge. (= Theologie und Praxis Band 25), Münster 2005, ISBN 3-8258-7552-0
- mit Giancarlo Collet, Reinhard Feiter, Karl Gabriel, Udo Schmälzle (Hrsg.): Liebe ist möglich, und wir können sie tun. Kontexte und Kommentare zur Enzyklika "Deus caritas est" von Papst Benedikt XVI, Münster 2008, ISBN 978-3-8258-1539-4.
- Lange Schatten der Pastoralmacht, Münster 2015, ISBN 978-3-643-12971-0.

### (Mit-)Herausgeber
- Theologie und Praxis Hrsg.: Giancarlo Collet, Reinhard Feiter, Norbert Mette, Udo Fr. Schmälzle, Hermann Steinkamp, In: Reihe für den pastoraltheologischen Diskurs in seiner ganzen Breite für Forschungsdiskurs und Dokumentation von Praxisprojekten.
- Diakonik, Hrsg.: Giancarlo Collet, Reinhard Feiter, Karl Gabriel, Udo Fr. Schmälzle, Hermann Steinkamp, In: Reihe für den diakonie- bzw. caritaswissenschaftlichen Diskurs vor interdisziplinärem Hintergrund (Pastoraltheologie, Christlichen Sozialethik und Missionswissenschaft), für Forschungsdiskurs und Dokumentation von Praxisprojekten.

### Artikel und Beiträge (Auswahl)
- Überlegungen zur Altersstruktur eines Jugendverbandes, in: deutsche jugend. Zeitschrift für Jugendfragen und Jugendarbeit 15 (10), S. 461–466.
- Kirche als institutioneller Hintergrund von Supervision, in: Hans Tschainer (Hrsg.), Der Hintergrund kommt selten vor. Verborgene Dimensionen in der Supervision, (= Dokumentation der 3. Fachtagung »Supervision im pastoralen Feld«, 6.–9. März 1995, Institut für Theologische und Pastorale Fortbildung Freising im Kardinal-Döpfner-Haus Freising), Freising o. J., S. 17–28.
- Zweite Struktur – Diakonie oder diakonische Kirche?, in: Isidor Baumgartner (Hrsg.), Christian Friesl (Hrsg.), André Máté-Tóth (Hrsg.), Unter Mitarb. von Stefan Dinges u. a., Dem Himmel offen halten. Ein Plädoyer für eine Kirchenentwicklung in Europa (Festschrift für Paul Zulehner), Innsbruck – Wien 2000, ISBN 3-7022-2292-8, Seite 71–80.
- Compassion lernen in der Wahlheimat, in: Pastoralpsychologie in Bewegung. Zum Stand der Seelsorgebewegung in Deutschland (= Deutsche Gesellschaft für Pastoralpsychologie e. V. (Hrsg.), DGfP-Info), 2009, S. 89–104.
- Empathie und Resonanz. Wege zu einer humanen Kultur – alltäglich und weltweit, in: Transformationen. Pastoralpsychologische Werkstattberichte, 24. Jahrgang, Heft 42, Juni 2024, hrsg. im Auftrag der Deutschen Gesellschaft für Pastoralpsychologie e. V. von Klaus Kießling, S. 4–44.